# Agencia Espacial Estatal de Ucrania
La Agencia Espacial Estatal de Ucrania (AEEU; En ucraniano: Державне космічне агентство України, Derzhavne kosmichne ahentstvo Ukrayiny, ДКАУ) es la agencia gubernamental ucraniana responsable de las políticas y programas espaciales. Junto con el complejo científico-técnico aeronáutico Antónov, compañía también de propiedad estatal, la AEEU es un importante elemento de la industria de defensa nacional de Ucrania.
Fundada en 1992 tras la disolución de la Unión Soviética la AEEU es el segundo de los dos descendientes directos del programa espacial de la Unión Soviética (1957-1991). La agencia no dispone de su propio puerto espacial y, a menudo, depende de los recursos de la Roscosmos, quien fuera el principal heredero del programa espacial soviético. Por ello las actividades de la agencia no se han especializado en programas aeronáuticos tripulados sino en actividades como el lanzamiento de satélites para terceros países o la construcción de cohetes.

## Historia
La agencia es un descendiente menor del programa espacial soviético que se transmitió principalmente a la Roscosmos. La agencia se hizo cargo de todo el antiguo complejo industrial de defensa soviético que estaba ubicado en el territorio de Ucrania. La industria espacial de Ucrania comenzó en 1937 cuando un grupo de científicos liderados por Heorhiy Proskura lanzó un gran cohete estratosférico cerca de Járkov.
En 1954, el gobierno soviético transformó al productor de automóviles Yuzhmash de Dnipró en una compañía de cohetes. Desde entonces, la ciudad de Dnipró ha sido conocida en el mundo anglófono como la ciudad cohete soviética.
A partir de abril de 2009, la Agencia Espacial Nacional de Ucrania lanzó un satélite de comunicaciones de Ucrania para septiembre de 2011 y un Sich-2 antes de finales de 2011.

## Programa espacial
Las actividades espaciales en Ucrania se han llevado a cabo durante un período de 10 años en estricta conformidad con los Programas Espaciales Nacionales. Cada uno de ellos tenía la intención de abordar los problemas actuales relevantes para preservar y desarrollar aún más el potencial espacial de Ucrania. Se solicitó al Primer Programa (1993-1997) que mantuviera la investigación y la potencialidad industrial relacionada con el espacio para el beneficio de la economía nacional y la seguridad del Estado, así como para poder ingresar al mercado internacional de servicios espaciales. El Segundo Programa (1998-2002) tenía como objetivo crear un mercado interno de servicios espaciales, conquistar los mercados espaciales internacionales mediante la presentación de productos y servicios internos (incluidos complejos de lanzamiento y vehículos espaciales, datos adquiridos en el espacio, componentes de sistemas espaciales) e integración de Ucrania en la comunidad espacial mundial.
El Programa Espacial Nacional de Ucrania para 2003-2007 (NSPU), que fue aprobado por el Verkhovna Rada de Ucrania (el Parlamento de Ucrania) el 24 de octubre de 2002, describe los principales objetivos, asignaciones, prioridades y métodos para mantener la actividad espacial en Ucrania.
El Gabinete de Ministros de Ucrania anunció sus planes el 13 de abril de 2007 para destinar 312 millones de euros al Programa Espacial Nacional para el período 2007-2011.
Entre los años 2013 y 2015 la agencia recibió apoyo de este proyecto de cooperación, financiado por la Comisión Europea y gestionado por la FIIAPP, para adoptar el Sistema de Monitoreo Global de Medio Ambiente y Seguridad de la Unión Europea y el Sistema Galileo de navegación por satélite, los cuales alertan de catástrofes naturales como tsunamis, terremotos, incendios o accidentes de transporte.

## Objetivos principales
- Desarrollo de conceptos de política estatal en el ámbito de la investigación y usos pacíficos del espacio, así como en interés de la seguridad nacional
- Organización y desarrollo de actividades espaciales en Ucrania y bajo su jurisdicción en el extranjero
- Contribuyendo a la seguridad nacional y la capacidad de defensa del estado
- Organización y desarrollo de la cooperación de Ucrania con otros estados y organizaciones espaciales internacionales

## Capacidad de lanzamiento
Durante 1991-2007, se realizaron un total de 97 lanzamientos de cohetes ucranianos, incluidos, entre otros, los lanzamientos en la plataforma de lanzamiento móvil Sea Launch. En 2006, los vehículos de lanzamiento ucranianos representaron el 12% de todos los lanzamientos al espacio en el mundo.
Las empresas ucranianas Yuzhnoye y Yuzhmash han diseñado y producido siete tipos de vehículos de lanzamiento. Agregar refuerzos de strapon a los vehículos de lanzamiento puede ampliar la familia de Mayak, que es el último vehículo de lanzamiento desarrollado.

## Satélites
Ucrania produjo los satélites de observación Sich y Okean Earth, así como algunos otros tipos de satélites y el observatorio solar Coronas en cooperación con Rusia.
- Sich-1 (1995-2001)
- Okean (desde 1999)
- Sich-1M (desde 2004)
- MC-1-TK (2004-2006)
- Sich-2  (2011-2012)
- Lybid 1 (planeado)

## Directores generales
- Volodymyr Horbulin (9 de marzo de 1992 - 12 de agosto de 1994)
- Andriy Zhalko-Titarenko (23 de agosto de 1994 - 9 de marzo de 1995)
- Oleksandr Nehoda (20 de febrero de 1995 - 25 de julio de 2005)
- Yuriy Alekseyev (25 de julio de 2005 - 11 de febrero de 2009)
- Oleksandr Zinchenko (11 de febrero de 2009 - 17 de marzo de 2010)
- Yuriy Alekseyev (17 de marzo de 2010 - 28 de noviembre de 2014)
- Oleksandr Holub (16 de octubre de 2014 - 21 de enero de 2015)
- Oleh Uruskyi (del 21 de enero al 19 de agosto de 2015)
- Lyubomyr Sabadosh (19 de agosto de 2015 - 22 de julio de 2016)
- Oleksandr Holub (25 de julio - 13 de septiembre de 2016)
- Yuriy Radchenko (interino) (14 de septiembre de 2016 - 31 de agosto de 2017)
- Pavlo Dehtyarenko (desde el 31 de agosto de 2017)